# Ancelowszczyzna
Ancelowszczyzna (biał. Анцэлеўшчына; ros. Анцелевщина) – wieś na Białorusi, w obwodzie mińskim, w rejonie wołożyńskim, w sielsowiecie Wiszniew.
W dwudziestoleciu międzywojennym leżała w Polsce, w województwie nowogródzkim, w powiecie wołożyńskim.